# Shasta (frisdrank)
Shasta is een Amerikaans frisdrankmerk dat vooral populair was in de jaren tachtig. Het is over het algemeen iets goedkoper dan de bekende merken als Coca-Cola en Pepsi.
Het is verkrijgbaar in veel Amerikaanse supermarkten en vooral budgetwinkels, waar een sixpack of een 3 literfles al verkrijgbaar zijn voor 99 dollarcent. Shasta werd op 6 december 1889 opgericht als The Mt. Shasta Mineral Springs Company en werd bekend onder de naam The Shasta Water Company omdat het vooral gebotteld bronwater maakte. In 1931 produceerde Shasta haar eerste frisdrank: ginger ale. Tot in de jaren vijftig waren dit de voornaamste dranken van Shasta. In de jaren zestig werd het bedrijf gekocht door Sara Lee (toen nog Consolidated Foods geheten) en in 1985 door de National Beverage Corp. die ook eigenaar is van het merk Faygo.
Shasta beweert het eerste bedrijf te zijn dat metalen blikjes introduceerde en eveneens de eerste producent te zijn van light frisdranken. Shasta Diet Cola bevat sucralose in plaats van het in Pepsi-Light en Coca-Cola Light gebruikte aspartaam.
Shasta is verkrijgbaar in een grote hoeveelheid uiteenlopende varianten, van de bekende cola en sinas tot aan frisdranken met kiwi/aardbeien-, ananas-, tamarinde-, Sangría-, hibiscus- en zelfs pindakaas-smaak. Vele hiervan zijn ook verkrijgbaar als light-drank.

## Shasta-related quotes
- In het nummer "Professor Booty" zingen de Beastie Boys over Shasta: Cause I'm the Master Blaster drinking up the Shasta / My voice sounds sweet 'cause it has-ta"